# Platyzoanthus mussoides
Platyzoanthus mussoides är en korallart som beskrevs av William Saville-Kent 1893. Platyzoanthus mussoides ingår i släktet Platyzoanthus och familjen Discosomatidae. Inga underarter finns listade i Catalogue of Life.